# Orthodox Anglican Communion
Die Orthodox Anglican Communion (OAC) ist eine internationale Gemeinschaft von derzeit 13 Kirchen anglikanischer Tradition, die sich 1967 von der Anglikanischen Gemeinschaft um den Erzbischof von Canterbury getrennt haben.
Seit April 2007 besteht volle Kirchengemeinschaft mit der Altkatholischen Kirche der Slowakei und seit Februar 2004 mit dem Bistum Ruvuma der Anglikanischen Kirche von Tansania. Das neueste Mitglied der orthodoxen anglikanischen Kirchengemeinschaft ist die Orthodox Anglican Church of Brasil.

## Metropoliten
- 1967–1990 James Parker Dees
- 1991–1994 George C. Schneller
- 1994–2000 Robert J. Godfrey
- 2000–2012 Scott Earle McLaughlin
- 2012–2015 Creighton Jones
- seit 2015 Thomas E. Gordon

## Mitgliedskirchen
Afrika:
- Eglise Orthodoxe Anglicane Episcopale du Congo
- Orthodox Anglican Church of Ghana
- Saint Meshack’s Fellowship Church (Kenia)
- Fiangonana Episkopaly Ortodoksa Eto Madagasikara
- Gospel Anglican Church International (Nigeria)

Amerika:
- Orthodox Anglican Church (USA)
- Igreja Anglicana Ortodoxa do Brasil
- Orthodox Anglican Missionary Diocese of Honduras
- La Iglesia Anglicana Latino-Americana
- Iglesia Anglicana Latina de Mexico
- Missionary Diocese of Chihuahua (Mexiko)
- Iglesia Catolica Reformada de Venezuela

Asien:
- Orthodox Anglican Church of India

Europa:
- Baznic Latviski (Lettland)